# Kevin Nisbet
Kevin Nisbet, né le 8 mars 1997 à Glasgow en Écosse, est un footballeur international écossais qui évolue au poste d'avant-centre à Millwall FC.

## Biographie

### Débuts professionnels
Natif de Glasgow en Écosse, Kevin Nisbet est formé par le Partick Thistle FC. Il entame toutefois sa carrière à East Stirlingshire, où il est prêté au début de l'année 2015.
Il fait ensuite son retour au Partick Thistle FC. Il fait première apparition avec l'équipe professionnelle le 19 septembre 2015, à l'occasion d'un match de Scottish Premiership contre le Ross County FC. Il entre en jeu à la place de Kris Doolan, et son équipe s'incline par un but à zéro.
Le 11 juillet 2018, Kevin Nisbet rejoint le Raith Rovers, club évoluant alors en troisième division écossaise. Il termine meilleur buteur du championnat avec 29 buts en 34 matchs. Il participe grandement au sacre de son équipe qui termine championne et est promue en deuxième division écossaise.
Le 13 juin 2019, est annoncé le transfert de Kevin Nisbet au Dunfermline Athletic.

### Hibernian FC
Le 10 juillet 2020, il rejoint le Hibernian FC pour un contrat de quatre ans. Il retrouve alors la Scottish Premiership, jouant son premier match sous ses nouvelles couleurs lors de la première journée de la saison 2020-2021 face au Kilmarnock FC, le 1er août 2020. Il est titulaire ce jour-là et se fait remarquer en délivrant une passe décisive pour Martin Boyle sur l'ouverture du score. Son équipe s'impose finalement par deux buts à un. Titulaire lors de la journée suivante, le 8 août contre le Livingston FC, Nisbet ouvre son compteur but en réalisant un triplé. Il est également l'auteur d'une passe décisive et donc impliqué sur la totalité des buts de son équipe ce jour-là, qui s'impose par quatre buts à un.
Le 22 mai 2021, Nisbet joue la finale de la Coupe d'Écosse face au St Johnstone FC. Il est titulaire lors de cette rencontre perdue par son équipe (1-0 score final).
Le 8 janvier 2023, Nisbet réalise un nouveau triplé, lors d'une rencontre de championnat sur la pelouse du Motherwell FC. Il est titularisé et permet à son équipe de s'imposer par trois buts à deux.

### Millwall FC
Le 10 juin 2023, Kevin Nisbet s'engage en faveur du Millwall FC.
Nisbet inscrit son premier but pour Millwall le 26 août 2023, lors d'une rencontre de championnat face à Stoke City. Il donne la victoire à son équipe en étant l'unique buteur de la partie,.

### Aberdeen FC
Le 24 août 2024, Kevin Nisbet est prêté par Millwall à l'Aberdeen FC pour une saison.
Nisbet marque son premier but pour Aberdeen le 31 août 2024, lors d'une rencontre de championnat face au Ross County FC. Entré en jeu à la place de Jamie McGrath, il donne la victoire à son équipe en étant l'unique buteur de la partie.

### En sélection
Kevin Nisbet honore sa première sélection avec l'équipe nationale Écosse le 31 mars 2021, lors d'un match amical contre les îles Féroé. Il entre en jeu à la place de Lyndon Dykes et son équipe s'impose par quatre buts à zéro. Il est retenu par Steve Clarke, le sélectionneur de l'Écosse, pour participer à l'Euro 2020.

## Palmarès

### En club
- Hibernian FC
  - Finaliste de la Coupe d'Écosse en 2021
  - Finaliste de la Coupe de la Ligue écossaise en 2021

- Aberdeen FC
  - Vainqueur de la Coupe d'Écosse en 2025